# Полянский, Андрей Иванович
Андрей Иванович Полянский (1698 — 1764, Ревель) — русский адмирал из рода Полянских. Старший брат Александра Полянского.

## Биография
Внук думного дьяка, сын генерал-адъютанта Ивана Макаровича Полянского (ум. 1735). В 1716 году окончил Санкт-Петербургскую морскую академию и в чине гардемарина был послан во Францию для дальнейшего обучения морскому и корабельному делу.
После возвращения в 1725 году на родину молодой моряк после сдачи экзаменов был произведен в чин унтер-лейтенанта. В 1728 году он командовал пакетботом «Почт-ваген», а в 1731 году пакетботом «Курьер», на котором курсировал между Кронштадтом и Данцигом.
13 января 1733 года Андрей Иванович был назначен генеральс-адъютантом майорского ранга при адмирале Томасе Гордоне, а 1 июня того же года был произведен в чин капитана полковничьего ранга и назначен командиром фрегата «Принцесса Анна».
В 1734 году Полянский снова командовал пакетботом «Курьер», а затем был назначен командиром фрегата «Арондель». В следующем году командуя 54-пушечным корабль «Город Архангельск» он совершил переход из Архангельска в Кронштадт.
В 1737 году Андрей Иванович был назначен директором Московской Адмиралтейской конторы, однако вскоре попал под арест за злоупотребления. В следующем году он был освобожден из-под ареста и назначен командиром 32-пушечного фрегата «Гектор».
В 1740 году Полянский командовал 32-пушечным фрегатом «Кавалер», а в 1742 году — 54-пушечным кораблем «Азов» в практическом плавании по Финскому заливу.
Во время русско-шведской войны Андрей Иванович крейсировал на 66-пушечном корабле «Ревель» у острова Гогланд, а в 1744—1746 годах, командуя тем же кораблем, крейсировал у Красной Горки и плавал в составе эскадры до Рогервика.
В 1751 году Полянский командовал 66-пушечным кораблем «Леферм» в Балтийском море и 5 сентября был произведен в чин контр-адмирала с назначением главным командиром Кронштадтского порта. В 1754 году был награждён голштинским орденом Св. Анны.
После начала Семилетней войны опытный моряк был произведен в 1757 году в чин вице-адмирала и назначен главным командиром Ревельского порта. Командуя Ревельской эскадрой (5 линейных кораблей и 2 фрегата), он блокировал прусские порты, а в 1758 году, держа флаг на корабле «Северный орел», крейсировал с эскадрой у Гогланда и Борнхольма. В следующем году, командуя русско-шведской эскадрой, он осуществлял блокаду прусских портов.
В 1760 году Андрей Иванович командовал авангардом флота при осаде Кольберга и был награждён орденом Св. Александра Невского. В следующем году он командовал уже всем флотом при новой осаде Кольберга.
После окончания Семилетней войны Полянский командовал эскадрами Балтийского флота и 4 мая 1764 года был произведен в чин адмирала, однако вскоре скончался. Его сын Пётр (1729—1782) служил на флоте бригадиром.